# Биржевой переулок (Санкт-Петербург)
Биржево́й переулок — переулок в Василеостровском районе Санкт-Петербурга. Проходит от Биржевой линии до Волховского переулка.

## История
Биржа как учреждение, где проводились торговые операции, возникла в Санкт-Петербурге в 1703 году у торговых рядов на Троицкой площади. В начале 1730-х годов торговая пристань, таможня и биржа были переведены на Васильевский остров. В 1805—1810 годах архитектор Тома де Томон построил монументальное здание Биржи, которое стало композиционным центром ансамбля Стрелки Васильевского острова. С биржей также связано несколько названий в этой части Васильевского острова: Биржевая линия, Биржевой мост, Биржевой проезд, а также Биржевой переулок. Эти названия были им присвоены в 1798 году. Название Биржевой переулок дано по биржевым складским постройкам, находившимся поблизости (дома № 2—4).

## Достопримечательности
- Дом 1. Первоначально трехэтажный жилой дом был построен в 1841—1842 годах по проекту архитектора Александра Пеля для купца П. Ф. Меняева. Включает в себя дом по Биржевой линии, Волховскому переулку и набережной Макарова и служебный флигель по Биржевому переулку. С 1870-х до 1917 года — доходный дом купцов Елисеевых. В 1879 году по проекту архитектора Людвига Шперера здание было надстроено четвёртым этажом. В 1887 году на части дома по Биржевой линии надстроены художественные мастерские по проекту архитектора Гавриила Барановского. В этом доме жили: композитор Пётр Ильич Чайковский (в семье родителей, в 1848—9 годы), художники братья Никанор и Григорий Чернецовы, Иван Крамской (с 1869 по 1887 год), в 1870-х годах — Иван Шишкин; позднее — художники Алексей Корзухин, А. Беггров, М. Клодт, Григорий Мясоедов (1888 год), Архип Куинджи (с 1897 по 1910 год), физиолог Николай Введенский (с 1896 по 1914 год). В этом доме с 1989 года находится музей-квартира А. И. Куинджи. Объект культурного наследия № 7810727000№ 7810727000

- Дом 4. Каменные здания портовых складов появились здесь в течение XVIII века. Они перестраивались и в начале XIX века представляли собой торговые ряды и склады с открытой аркадой. В 1858 году перестройкой складов занимался архитектор Фердинанд Миллер, а в 1861—1862 и 1869—1870 годах — архитектор Николай Гребёнка. C 1860-х годов до 1918 года склады принадлежали купцам братьям Елисеевым. В советское время здесь располагалась база Василеостровского райпищеторга и завод Комбината шампанских вин. В 2007 году при строительстве внутри квартала элитного жилого комплекса «У Ростральных колонн» здания складов, выходящие на Биржевой переулок, были перестроены под торгово-офисные помещения. Также по этому адресу расположен отель «Sokos Hotel Palace Bridge».
  памятник архитектуры (вновь выявленный объект)[2]